# Sphagnum tumidulum
Sphagnum tumidulum là một loài rêu trong họ Sphagnaceae. Loài này được Besch. mô tả khoa học đầu tiên năm 1880.